# Ectropis petrozona
Ectropis petrozona là một loài bướm đêm trong họ Geometridae.